# M3U
M3U je formát souborů určený na uchovávání playlistů. Původně byl vyvinutý pro program Winamp, ale dnes patří k nejrozšířenějším formátům playlistů. Podporují ho aplikace XMMS, VLC media player, Windows Media Player, foobar2000, iTunes, Amarok a mnohé další. Soubory mají příponu .m3u. Jako MIME typ se používá audio/mpegurl (doporučený), případně audio/x-mpegurl.

## Specifikace
Playlisty ve formátu M3U jsou běžné textové soubory, obsahující seznam cest k hudebním souborům na každém řádku. Cesty mohou být absolutní (např.: C:\Hudba\Skladba.mp3) či relativní vzhledem k umístění M3U souboru (např.: ..\Album\Skladba.mp3).
Příklad základního M3U playlistu:
```
Skladba 1.mp3
C:\Hudba\Umelec\Album\Skladba 2.mp3

http://www.webstranka.sk:8000/radio.mp3
```

Existuje i rozšířená verze M3U, v níž jsou kromě souborů ukládány také informáce o délce, autorovi a názvu skladby. Tyto soubory jsou označeny hlavičkou #EXTM3U na prvním řádku a před každým názvem souboru je uvedený popisující řádek ve tvaru #EXTINF:<délka v sekundách>,<popis souboru>.
Příklad rozšířeného M3U playlistu:
```
#EXTM3U
#EXTINF:251,Nějaký autor - Skladba 1
Skladba 1.mp3
#EXTINF:251,Jiný autor - Skladba 2
C:\Hudba\Umelec\Album\Skladba 2.mp3
#EXTINF:-1,Moje oblíbené on-line rádio

http://www.webstranka.sk:8000/radio.mp3
```